# Edångerstjärnen
Edångerstjärnen är en sjö i Kramfors kommun i Ångermanland och ingår i Nätraån-Ångermanälvens kustområde. Sjön är 6,7 meter djup, har en yta på 0,0566 kvadratkilometer och är belägen 116,7 meter över havet.

## Delavrinningsområde
Edångerstjärnen ingår i det delavrinningsområde (699518-162679) som SMHI kallar för Rinner mot Dockstafjärden. Medelhöjden är 94 meter över havet och ytan är 7,01 kvadratkilometer. Det finns inga avrinningsområden uppströms utan avrinningsområdet är högsta punkten. Avrinningsområdets utflöde mynnar i havet, utan att ha någon enskild mynningsplats. Avrinningsområdet består mestadels av skog (71 procent). Avrinningsområdet har 0,06 kvadratkilometer vattenytor vilket ger det en sjöprocent på 0,8 procent. Bebyggelsen i området täcker en yta av 0,87 kvadratkilometer eller 12 procent av avrinningsområdet.